# فلورا ناخشکاریان
فلورا ولادیمیری ناخشکاریان (ارمنی: Ֆլորա Վլադիմիրի Նախշքարյան؛ زادهٔ ۱۹ سپتامبر ۱۹۴۹) ویراستار اهل ارمنستان است.

## زندگی‌نامه
وی در ۱۹ سپتامبر ۱۹۴۹ در تفلیس به دنیا آمد و از دانشگاه دولتی ایروان فارغ‌التحصیل گشت. وی برنده جوایزی همچون مدال موسس خورناتسی (۲۰۰۱) است.